# Szmuel Niger

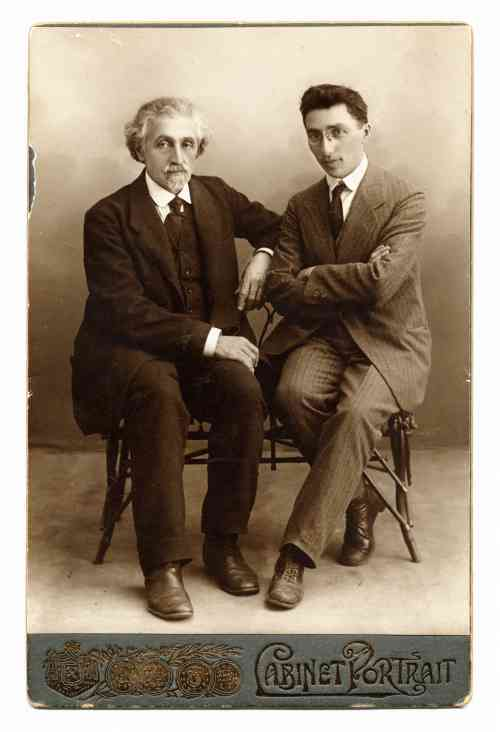
Szymon An-ski i Szmuel Niger

Szmuel (Samuel) Niger, właśc. Szmuel Czarny (jid. ‏שמואל טשאַרני‎, ur. 1883 w Dukorze, zm. 24 grudnia 1955 w Nowym Jorku) – żydowski pisarz, krytyk literacki i historyk tworzący w języku jidysz.

## Życiorys
Pochodził z rodziny chasydzkiej (Chabad-Lubawicz), syn Zeva Wolfa i Brokhe Tsharni. Brat poety, Daniela Czarnego i działacza Bundu, Barucha Vladcka Czarnego.
W młodości uczęszczał do jesziwy w Mińsku i przygotowywany był do ordynacji rabinackiej. Zetknął się jednak z ideologią syjonistyczną i socjalistyczną. Porzucił naukę i związał się ze środowiskiem sejmistów, a następnie z Syjonistyczno-Socjalistyczną Partią Robotniczą. Działał w partyjnej propagandzie, używając pseudonimu „Awreml”.
Pierwsze prace publikował w 1904 roku w języku hebrajskim i rosyjskim. Jego działalność publicystyczna i polityczna doprowadziła do jego wielokrotnego aresztowania, przebywał w więzieniach m.in. w Kijowie, Warszawie i Odessie. Był ofiarą tortur, miał także zostać zabity, od egzekucji uratowała go jednak interwencja rodziny. Po rewolucji 1905 roku porzucił działalność polityczną i skupił się na działalności kulturalnej.
Od 1907 tworzył głównie w języku jidysz, przeniósł się także do Wilna. W 1908 roku, wraz z Abrahamem Weiterem i Szemarją Gorelikiem, był współzałożycielem jidyszowego czasopisma „Literarisze Monatszriftn”, będącego pierwszym modernistycznym czasopismem literackim w tym języku. Należał do zwolenników zorganizowanej w 1908 roku konferencji w Czerniowcach. W 1909 roku opuścił Wilno, przez pewien czas studiował w Berlinie, a następnie udał się do Szwajcarii, gdzie podjął studia filozoficzne na Uniwersytecie w Bernie.
W 1913 roku powrócił do Wilna, gdzie został redaktorem czasopisma „Di Jidisze Wełt”, później wydawał także pismo „Der Pinkes. Jorbuch far der geszichte fun der judiszer literatur un szprach, far folklor, kritik un bibliografie”. Był także wydawcą książek Zalmana Rajzena. Podczas I wojny światowej przebywał w Petersburgu, był wówczas skonfliktowany z modernistami o kryteria oceny literatury. W 1917 roku przeniósł się do Moskwy, gdzie wydawał tygodnik „Kultur un Bildung”, następnie znów udał się do Wilna, gdzie wydawał miesięcznik „Di Naje Wełt” oraz pismo „Di Woch”. 
Po zajęciu Wilna przez Wojsko Polskie w 1919 roku został aresztowany jako podejrzany o szerzenie poglądów bolszewickich. Został uwolniony po interwencji przywódców społeczności żydowskiej u Józefa Piłsudskiego oraz po interwencji dyplomatycznej ze strony Stanów Zjednoczonych. W tym samym roku wyjechał z Wilna i przeniósł się do Nowego Jorku. W USA wszedł w skład redakcji czasopisma „Der Tog”, do którego pisał aż do śmierci. Publikował także w czasopismach „Jewish Daily Forward”, „Dos Naje Łebn” i „Kinder Żurnał”. Wydał także publikacje poświęcone twórczości Chaima Żytłowskiego, Mendele Mojcherowi Sforimowi, Perecowi Hirszbejnowi, Szalomowi Aszowi i H. Lejwikowi. Był również pomysłodawcą książki poświęconej Abrahamowi Weiterowi. Udzielał się społecznie w żydowskich instytucjach w USA, był także bliskim współpracownikiem YIVO. W latach 1950–1952 przewodniczył komitetowi naukowemu YIVO.
Zmarł 24 grudnia 1955 roku z powodu zawału serca. Pośmiertnie wydano publikacje Jidisze szrajber in Sowiet-Rusłand, Bleter geszichte fun der jidiszer literatur i Kritik un kritiker jego autorstwa.